# The Project
The Project (fino al 2011 The 7PM Project) è un programma televisivo australiano che va in onda su Network Ten dal 20 luglio 2009.

## Storia e format
Lo show, prodotto dalla Roving Enterprises, va in onda dal lunedì al venerdì su Network Ten, dalle ore 19.00 alle ore 19.30. Sostituisce MasterChef Australia, uno dei programmi più seguiti del paese, giunto al termine della stagione. Viene trasmesso in diretta dagli studi di Melbourne.
Il format prevede la discussione in studio di notizie di attualità che toccano vari campi, dalla politica alla musica. Tale analisi viene solitamente condotta in chiave comica, affrontando quindi i temi in modo leggero. Ogni notizia è introdotta dai diversi corrispondenti del programma, ognuno dei quali si occupa di un determinato argomento.

## Ascolti e critica
La prima puntata del programma totalizza 1.2 milioni di telespettatori, riuscendo così a battere la concorrenza dei telefilm Home and Away su Seven Network e Due uomini e mezzo su Nine Network. Nonostante l'ottima partenza in fatto di ascolti, lo show non riesce ad ottenere critiche positive dai media australiani. Gli stessi protagonisti dichiarano di non essere pienamente soddisfatti. Gli ascolti diminuiscono sensibilmente dopo le prime puntate. L'episodio andato in onda il 13 agosto 2009 totalizza meno di 700.000 telespettatori, ma nonostante ciò l'emittente Network Ten non intende cancellare il programma dai palinsesti.

## Cast
- Dave Hughes (conduttore)
- Charlie Pickering (conduttore)
- Carrie Bickmore (corrispondente notizie/attualità)
- Ruby Rose Langenheim (corrispondente musica/intrattenimento)
- James Mathinson (corrispondente media/sport)